# Gåstjärnen (Trönö socken, Hälsingland)
Gåstjärnen är en sjö i Söderhamns kommun i Hälsingland och ingår i Norralaåns huvudavrinningsområde. Sjön har en area på 0,0876 kvadratkilometer och ligger 148 meter över havet. Sjön avvattnas av vattendraget Gåsån.

## Delavrinningsområde
Gåstjärnen ingår i det delavrinningsområde (681552-155206) som SMHI kallar för Mynnar i Norralaån. Medelhöjden är 157 meter över havet och ytan är 8,77 kvadratkilometer. Det finns inga avrinningsområden uppströms utan avrinningsområdet är högsta punkten. Gåsån som avvattnar avrinningsområdet har biflödesordning 2, vilket innebär att vattnet flödar genom totalt 2 vattendrag innan det når havet efter 23 kilometer. Avrinningsområdet består mestadels av skog (88 procent). Avrinningsområdet har 0,09 kvadratkilometer vattenytor vilket ger det en sjöprocent på 1 procent.